# Рудий Лесото (алмаз)
«Руди́й Лесо́то» («Лесо́то А») (англ. Lesoto A (Lesoto Brown)) — рудий до блідо-рожевого алмаз масою до 601,25 карата, знайдений в 1967 р. у Лесото. Ограновано до 18 діамантів, найбільший з яких має масу у 71,73 карата.

Найбільший з алмазів, знайдених жінкою. Процес розрізання алмазу на 2 частини було показано в 1968 р. на американському телебаченні.

40-каратний Лесото-3 мільярдер-судновласник Онассіс подарував Жаклін Кеннеді як обручку.